# قصد تخریب
قصد تخریب: مرگ، انکار، و تجسم (انگلیسی: Intent to Destroy: Death, Denial, & Depiction) یک فیلم مستند به کارگردانی جو برلینگر محصول سال ۲۰۱۷ که دربارهٔ نسل‌کشی ارمنی‌ها است.

## تولید
برلینگر در گروه فیلمبرداری قول (فیلم ۲۰۱۶) بود که برای فیلمبرداری قصد تخریب مشغول به کار شد. این فیلم به‌طور برجسته‌ای از پشت صحنه فیلم The Promise، با بازی اسکار آیزاک و کریستین بیل، برخوردار است، در حالی که زمینه‌های تاریخی را برای فیلم داستانی گنجانده است.
به گفته دانیل خیمنس کاچو بازیگر سریال The Promise، یک سفیر در سرویس خارجی ترکیه با او تماس گرفته و موضع دولت ترکیه را به او گفته است که کشتار در نسل‌کشی ارامنه یک نسل‌کشی نیست. اظهارات او در Intent to Destroy نمایش داده شد.
برلینگر دعوت برای سفر به آنکارا، ترکیه برای مصاحبه با مقامات دولت ترکیه را رد کرد. به گفته وی، درخواست مصاحبه پس از آن ظاهر شد که وی از دولت ترکیه بازخورد درخواست کرد. مقامات ترکیه نگفته‌اند که او با چه کسی ملاقات خواهد کرد و اگر می‌رفت، به او اجازه نمی‌دادند گروه فیلمبرداری خود و هیچ دستگاه ضبطی را بیاورد. برلینگر اظهار داشت: «احساس می‌کردم که این یک سفر بی‌فایده و بالقوه خطرناک است.»

## در بوته نقد
لس آنجلس تایمز این فیلم را یک «تلاش استادانه» توصیف کرد. این فیلم «امتیاز انتقادی» ۹۲٪ در راتن تومیتوز به دست آورد. فرانک شِک از هالیوود ریپورتر اظهار داشت که این فیلم "عالی و آموزنده" است، اگرچه او استدلال می‌کند که در برخی مواقع فیلم "مثل یک ویژگی خاص برای نسخه دی وی دی The Promise " پخش می‌شود، جنبه ای که او از آن انتقاد داشت.

## جوایز
Intent to Destroy پس از نمایش در تئاتر توسط استارز برای تلویزیون خریداری شد. Intent to Destroy نامزد دریافت جایزه امی برای مستند تاریخی برجسته در چهلمین جوایز خبری و مستند امی شد.